# Voyage au pays des vivants
Singles de Johnny Hallyday
Je suis né dans la rue
(1969) Ceux que l'amour a blessé
(1970)
Voyage au pays des vivants est une chanson de Johnny Hallyday, écrite en tandem par les compositeurs Mick Jones - Tommy Brown et le parolier Long Chris, elle sort en 1969. Extraite de l'album Rivière... ouvre ton lit, elle compte comme l'un des titres emblématiques du chanteur dans sa période rock psychédélique.

## Histoire
Jouant des images et des métaphores psychédéliques, le propos de Voyage au pays des vivants est de prime abord quelque peu abscons : 
«  Jouets de soldats morts, Poursuivant des enfants, [...], Rêves de musique, Aux couleurs de cristal, [...], Les bras du soleil, Aux ongles de diamant, Ont capturé mon esprit, [...], Voleur d'étincelles Et fabricant de fièvres, Viendra pour arrêter le temps Et la mort vaincue, Non, n'aura pas d'empire, Dans le pays des vivants... »

Un vers (du premier couplet), lève pourtant l'ambiguïté : 
«  Fleur de porcelaine, Aux parfums interdits, Je n'accepterai que les fous... »

L'interprète, dans la version scénique du spectacle, que cette même année, il donne au Palais des sports de Paris, va plus loin encore et ajoutant aux paroles originales, il chante : 
«  Je ne prendrai plus jamais de LSD, je ne fumerai jamais plus de haschich, non je ne recommencerai jamais ce que j'ai fait »
La drogue et ses effets hallucinogènes, avec en guise de refrain le Leitmotiv « je ne recommencerai jamais ce que j'ai fait », sont le thème d'un titre qualifié de « morceau diabolique au texte surréaliste [...] Rengaine vaudou expiatoire de tous les péchés de l'homme. »
Johnny Hallyday ne reprendra plus sa variation live de 1969. En 1971, toujours au Palais des sports de Paris, est inséré entre deux couplets un long solo de batterie de Tommy Brown, qu'écoute, assis en lotus sur le devant de la scène, Hallyday, stoïque. Onze ans plus tard, sur la même scène, Voyage au pays des vivants, dans un décor post-apocalyptique, pigmente le show Phantamshallyday.
À Bercy, en 1992, le titre ouvre un nouveau récital.
Dans un ouvrage de 1987, l'auteur Long Chris donne quelques pistes qui furent la base de son inspiration : « [...], chez un marchand aux puces, un bijou fantaisie curieux, un vrai scarabée, serti dans un petit cadre en or ; au dos une date "15 juin 1943", le jour même de la naissance de Johnny ("Le jour de ma naissance, un scarabée est mort, je le porte autour de mon cou") ! [...] Un musicien s'est fabriqué un narguilé avec ces fleurs de porcelaine que l'on met sur les tombes ("Fleurs de porcelaine aux parfums interdits, je n'accepterai que les fous") [...] À la campagne, un jour une femme me montre la chambre de son fils tué en Indochine  ("Jouets de soldats morts, poursuivant des enfants, ils courent dans ma direction"). À partir de ces trois phrases "vécues", je donne libre cours à mon imagination. »

## Discographie
1969 :
- 6 mai : album Philips 844971BY Rivière... ouvre ton lit
- 23 juin : 45 tours Philips 370599 Que je t'aime, Voyage au pays des vivants
- 4 août : super 45 tours Philips 437480 Que je t'aime, Voyage au pays des vivants, Je suis né dans la rue, Viens

Discographie live :
- 1969 : Que je t'aime (Palais des sports 1969)
- 1969 : Johnny Live Port Barcarès 1969 (sortie posthume en 2020)
- 1970 : Johnny Hallyday live Cambrai 4 sept. 1970 (resté inédit jusqu'en 2022, sortie posthume)
- 1971 : Live at the Palais des sports
- 1983 : Palais des sports 82
- 1992 : Bercy 92
- 2006 : Flashback Tour : Palais des sports 2006
- 2013 : Born Rocker Tour
- 2014 : Son rêve américain - Live au Beacon Theatre de New-York 2014 (sortie posthume en 2020)

## Reprises
2022 : Yarol Poupaud dans son album Fils de personne, reprend Voyage au pays des vivants.

### Dans la culture populaire
Voyage au pays des vivants commence par les vers : 
«  Le jour de ma naissance un scarabée est mort, je le porte autour de mon cou... »

On peut entendre le chanteur Renaud, dans sa chanson Sans dec' (5e couplet) : 
«  L'jour d'notre naissance, deux scarabées sont morts, dès qu'un enfant rentre dans la vie, un vieillard en sort... »
 (L'album Ma gonzesse (1979), dont est extrait Sans dec', comprend, en forme de « clin-d'œil », avec la chanson C'est mon dernier bal, une seconde incursion de Renaud dans le répertoire de Johnny Hallyday - voir Madison Twist).
En 1980, Hubert-Félix Thiéfaine sur le titre Psychanalyse du singe (album De l'amour, de l'art ou du cochon), remplace le scarabée par un éléphant.